# جيمس فوكس (كاتب)
جيمس فوكس (بالإنجليزية: James Fox) (و. 1976  م) هو عازف بيانو، ومغني، وعازف قيثارة، وكاتب أغاني من المملكة المتحدة، وويلز، ولد في كارديف، شارك في مسابقة الأغنية الأوروبية 2004، يستخدم آلات قيثارة.

## التعليم
تعلم في Heolddu Comprehensive School ‏.

## روابط خارجية
- جيمس فوكس على موقع IMDb (الإنجليزية)
- جيمس فوكس على موقع ميوزك برينز (الإنجليزية)
- جيمس فوكس على موقع أول ميوزيك (الإنجليزية)
- جيمس فوكس على موقع ديسكوغز (الإنجليزية)
- جيمس فوكس على موقع قاعدة بيانات الفيلم (الإنجليزية)